# Shahrisabz
Shahrisabz (kyrillisch Шаҳрисабз, auch Shaxrisabz/Шахрисабз; persisch شهرسبز Schahr-e Sabz, ‚grüne Stadt‘; früher Kesch oder teilweise Kisch; russisch Шахрисабз Schachrisabs) ist eine kreisfreie Stadt in der Viloyat Qashqadaryo in Usbekistan und zudem Hauptstadt des gleichnamigen Bezirks Shahrisabz. Die Stadt liegt 80 km südlich von Samarkand auf 622 m Seehöhe.

## Geschichte
Shahrisabz, im Altertum Kesch genannt, wurde vermutlich im 3. Jahrhundert vor Christus gegründet. Timur, der spätere Herrscher Transoxaniens wurde hier 1336 geboren. Er plante, Kesch anstelle von Samarqand zur Hauptstadt seines Reiches auszubauen, und ließ Bauwerke von teilweise monumentalen Abmessungen errichten. Seit 1373 ist die Stadt ein bedeutender Wallfahrtsort. Ab 1500 begann die Zeit unter den Usbeken (benannt nach Usbek (1312–1340)).
Anfang des 18. Jahrhunderts wurde das Khanat Buchara, zu dem Shahrisabz gehörte, schwächer und die lokale Herrschaft der Keneges trat hervor – sie dauerte, bis sich 1856 das Emirat Buchara die Stadt wieder einverleibte. Ab 1884 begann die Zugehörigkeit zum Zarenreich.

## Bevölkerung
Gemäß der Bevölkerungszählung 1989 hatte die Stadt 52.976 Einwohner, einer Berechnung für 2014 zufolge betrug die Einwohnerzahl 100.300.

## Stadtbild und Architektur
Das historische Zentrum von Shahrisabz mit mehreren Monumenten aus der Timuridenzeit wurde im Jahr 2000 in die Liste des UNESCO-Welterbes aufgenommen. Seit 2016 steht es auf der Roten Liste des gefährdeten Welterbes.
Zu den historischen Bauwerken von Shahrisabz zählen unter anderem:
- Stadtmauer mit 6 Toren (1378)
- Oq Saroy (1380), Palast Timurs (heute Ruine)
- Dorut-Tilavat-Komplex
  - Schamseddin-Kulal-Mausoleum (1373)
  - Gök-Gumbas-Moschee (1436)
  - Gumbas-Saineddin-Mausoleum (1438)
- Dorus-Saodat-Komplex  (1380)
  - Hasrati-Imam-Moschee
  - Djahangir-Mausoleum
  - Timurs Gruft
- Malik-Adschar-Moschee (1904)
- Hodscha-Mirchamida-Moschee (1914)

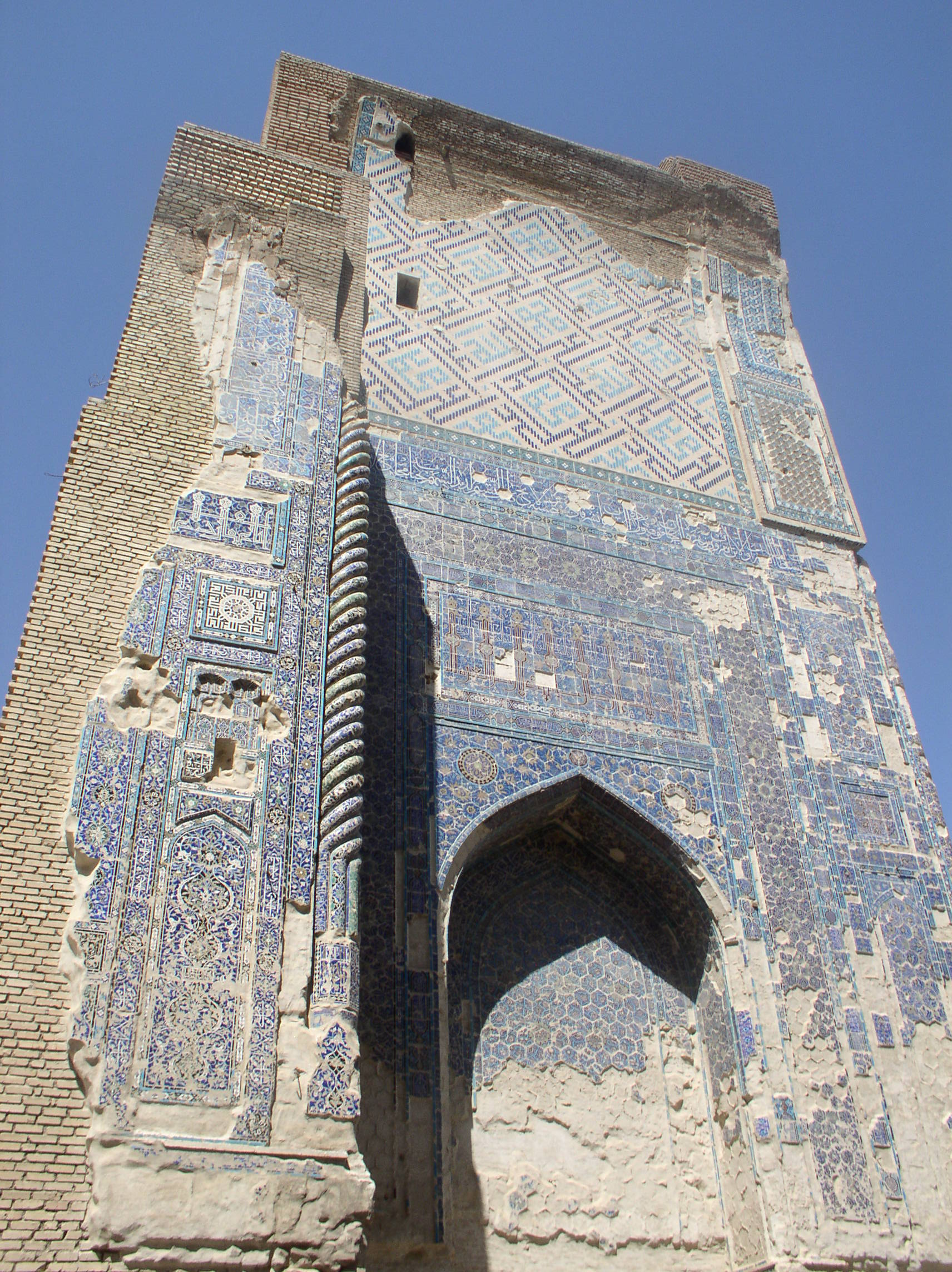
Oq Saroy, der „weiße Palast“
Amir-Timur-Statue
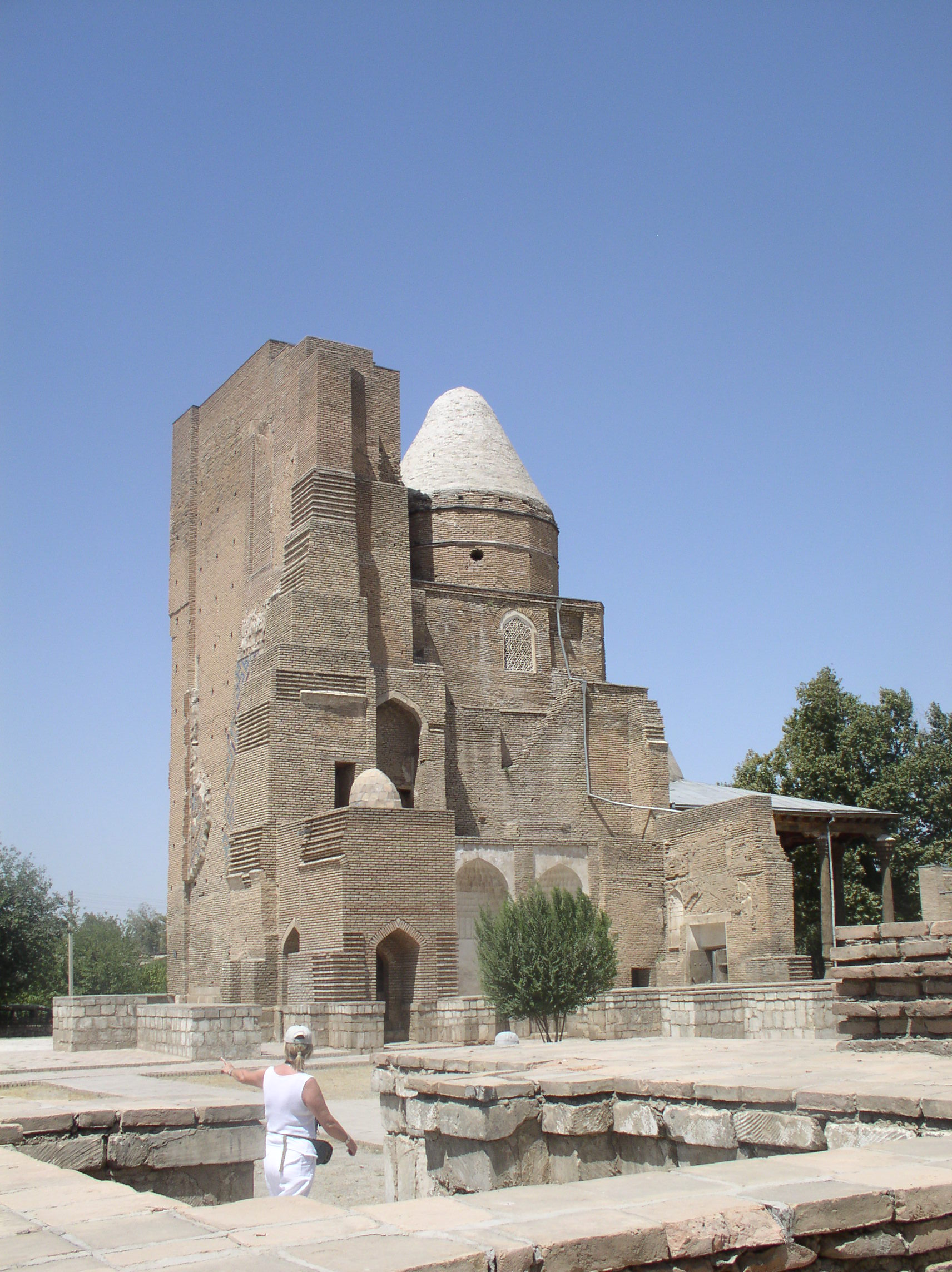
Dorussiadat-Mausoleum
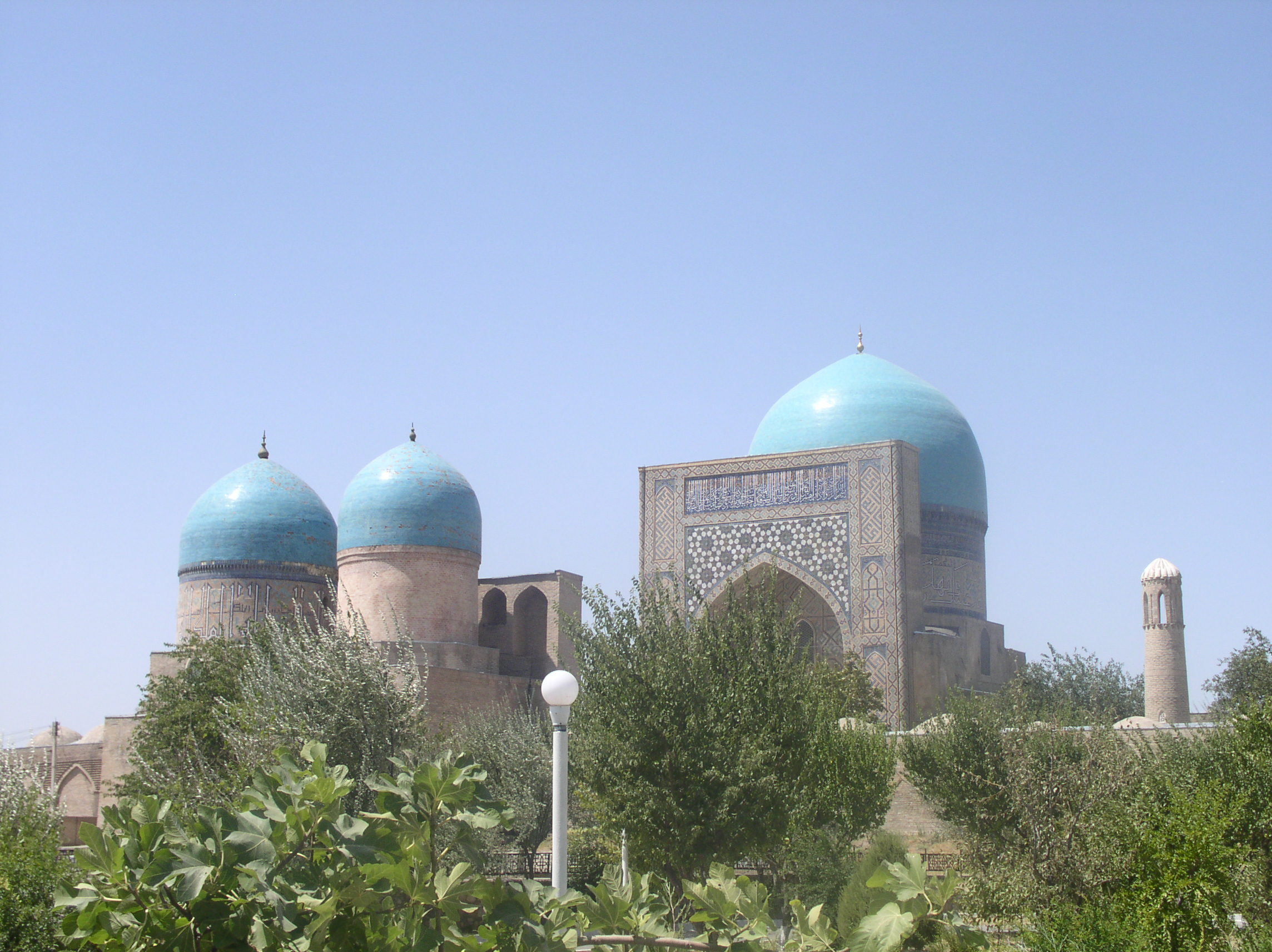
Dorut-Tilavat-Komplex

## Infrastruktur
- Die Stadt ist an das neue Hochgeschwindigkeitsnetz der Usbekischen Staatsbahn angeschlossen; die Hauptstadt ist mit dem Afrosiyob in 4:25 Stunden erreichbar.

## Söhne und Töchter der Stadt
- Temür ibn Taraghai Barlas (1336–1405), Eroberer und als Emir Herrscher Transoxaniens und Begründer der Dynastie der Timuriden